# رينيه شار
رينيه شار (بالفرنسية: René Char) شاعر وكاتب ومقاوم فرنسي، ولد في 14 يونيو 1907 في ليسل-سور-لا-سورغ، وتوفي في 19 فبراير 1988 في باريس. أشتهر في فرنسا والعالم الفرنكفوني بقصائده التي تصنف كاعمال ابداعية بمفاهيم كبيرة أهمها التوحد و التركيز والنسك و التقشف والإيثار و المقاومة الحقيقية التي تنحو نحو الفعل مما منحها كثافة فلسفية عميقة وترجمت أعماله إلى عشرات اللغات.

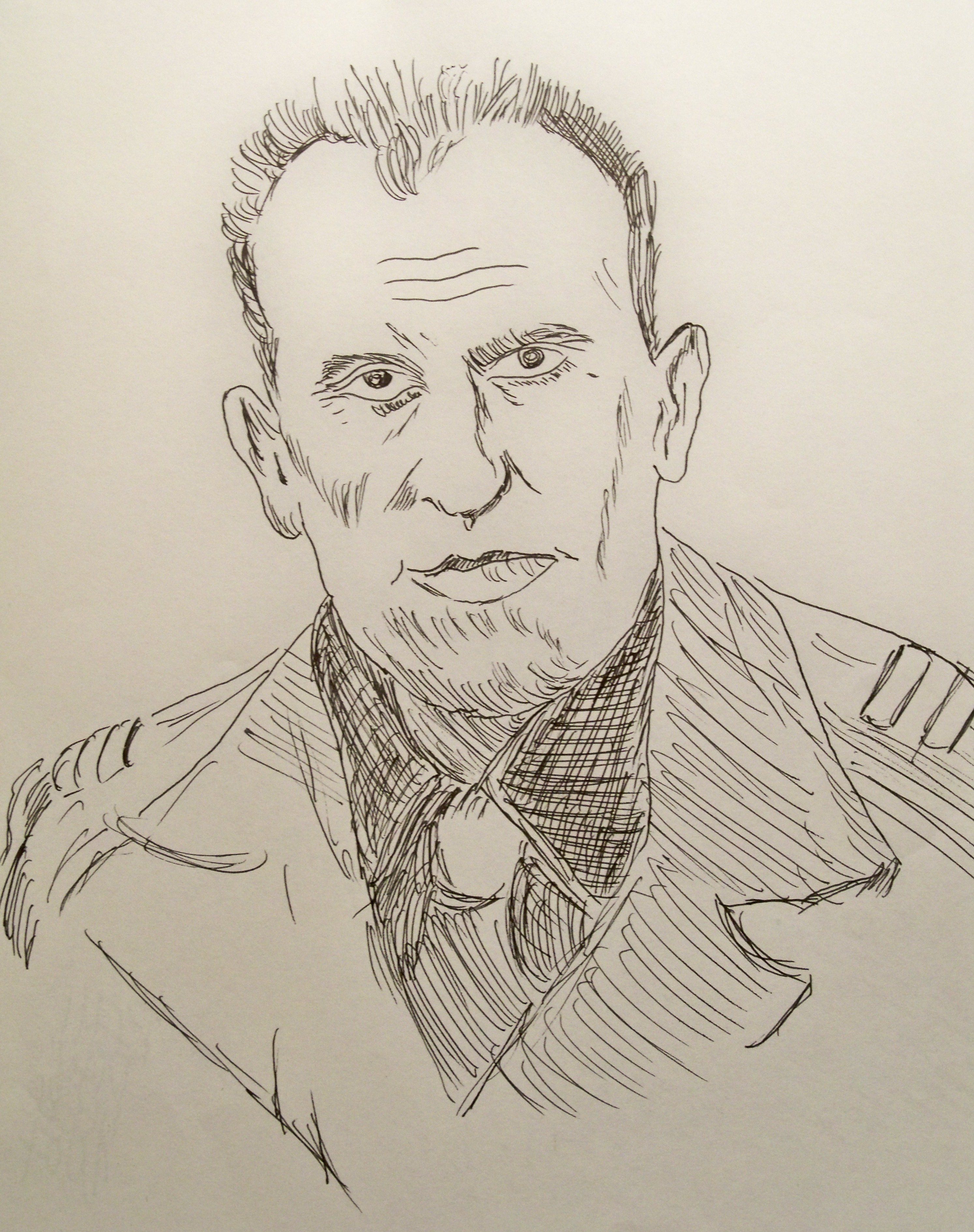
بورتريه لرينيه شار

## روابط خارجية
- رينيه شار على موقع الموسوعة البريطانية (الإنجليزية)
- رينيه شار على موقع ميوزك برينز (الإنجليزية)
- رينيه شار على موقع ديسكوغز (الإنجليزية)